# Orthocis
Orthocis es un género de escarabajos de la familia Ciidae. En 1898 Casey describió el género. Son de distribución mundial.
Hay alrededor de 70 especies:
- Orthocis abyssinicus (Guérin-Méneville, 1847)
- Orthocis aequalis (Blackburn, 1888)
- Orthocis alni Gyllenhal, 1813
- Orthocis alnoides Reitter, 1884
- Orthocis annulatus (Kraus, 1908)
- Orthocis apicipennis (Pic, 1916)
- Orthocis assimilis (Broun, 1880)
- Orthocis auriculariae Lawrence, 1991
- Orthocis collenettei (Blair, 1927)
- Orthocis coluber Abeille de Perrin, 1874
- Orthocis cylindrus (Gorham, 1886)
- Orthocis discoidalis (Pic, 1922)
- Orthocis dividuus (Reitter, 1908)
- Orthocis flavipennis (Pic, 1923)
- Orthocis freudei Abdullah, 1973
- Orthocis guamae (Zimmerman, 1942)
- Orthocis huesanus Kraus, 1908
- Orthocis immaturus (Zimmerman, 1939)
- Orthocis infasciatus (Pic, 1922)
- Orthocis insularis (Waterhouse, 1876)
- Orthocis ishiharai Kawanabe, 1994
- Orthocis juglandis Reitter, 1885
- Orthocis lacernatus (Reitter, 1908)
- Orthocis leanus (Blackburn, 1907)
- Orthocis linearis J.R. Sahlberg, 1901
- Orthocis longulus Dury, 1917
- Orthocis lucasi Abeille de Perrin, 1874
- Orthocis mnigrum (Champion, 1913)
- Orthocis nigrosplendidus Nobuchi, 1955
- Orthocis ornatus Reitter, 1877
- Orthocis perrisi Abeille de Perrin, 1974
- Orthocis platensis Brèthes, 1922
- Orthocis pseudolinearis Lohse, 1965
- Orthocis pulcher Kraus, 1908
- Orthocis punctatus (Millie, 1848)
- Orthocis reflexicollis (Abeille de Perrin, 1874)
- Orthocis sagittiferus Israelson, 1980
- Orthocis schizophylli Nakane & Nobuchi, 1955
- Orthocis sublacernatus (Scott, 1926)
- Orthocis subornatus (Wollaston, 1861)
- Orthocis testaceofasciatus (Pic, 1922)
- Orthocis transversatus (Kraus, 1908)
- Orthocis undulatus (Broun, 1880)
- Orthocis wollastonii (Mellié, 1849)
- Orthocis zoufali Reitter, 1902